# Kubische kromme van Simson
De Simson kubische kromme is een kubische kromme in het vlak van een gegeven driehoek. Het is de meetkundige plaats van trilineaire polen van rechten van Wallace. Deze worden ook wel rechten van Simson genoemd, en daarnaar is de kromme in (Ehrmann en Gibert, 2001) genoemd.

## Vergelijking
In barycentrische coördinaten, gebruikmakend van Conway-driehoeknotatie, is de vergelijking van de Simson kubische kromme:
{\displaystyle {\mathcal {S}}:S_{A}x(y^{2}+z^{2})+S_{B}y(x^{2}+z^{2})+S_{C}z(x^{2}+y^{2})-2S_{\omega }xyz=0.}

## Isotomische verwantschap
De Simson kubische kromme is invariant onder isotomische verwantschap. De eindpunten van een diameter van de omgeschreven cirkel leveren namelijk trilineaire polen van rechten van Wallace die isotomisch verwant zijn.
De omhullende van lijnen die twee isotomisch verwante paren op de kromme verbinden is een kegelsnede met de vergelijking
{\displaystyle {\begin{array}{lll}{\mathcal {C}}:&(b^{2}-c^{2})^{2}x^{2}-2(b^{2}c^{2}+a^{2}c^{2}+a^{2}b^{2}-a^{4})yz&+\\&(c^{2}-a^{2})^{2}y^{2}-2(b^{2}c^{2}+a^{2}c^{2}+a^{2}b^{2}-b^{4})xz&+\\&(a^{2}-b^{2})^{2}z^{2}-2(b^{2}c^{2}+a^{2}c^{2}+a^{2}b^{2}-c^{4})xy&=0\end{array}}}
Deze kegelsnede is ingeschreven in de anticomplementaire driehoek en heeft het punt van Lemoine als middelpunt. {\displaystyle {\mathcal {S}}} en {\displaystyle {\mathcal {C}}} raken elkaar in drie punten. {\displaystyle {\mathcal {S}}} is hiermee een variant op een gepivoteerde isotomische kubische kromme, met niet een punt maar een kegelsnede als pivot.

## Eigenschappen
- Laat P een punt zijn op de omgeschreven cirkel en A'B'C' diens (ontaarde) voetpuntsdriehoek. De lijnen AA', BB' en CC' zijn de zijden van een driehoek die perspectief is met ABC. Het perspectiviteitscentrum ligt op {\displaystyle {\mathcal {S}}}.
- Het zwaartepunt is een geïsoleerd punt van {\displaystyle {\mathcal {S}}}.
- {\displaystyle {\mathcal {S}}} is de meetkundige plaats van punten P zodat de trilineaire poollijnen van P en zijn isotomische verwant elkaar loodrecht snijden.

## Verwijzingen
- (en)  J-P Ehrmann en B Gibert in  Forum Geometricorum. The Simson Cubic, 2001. jrg. 1 blz. 107-114.
- (en)  B Gibert. K010 Simson cubic.